# Franklin megye (Kentucky)
Franklin megye az Amerikai Egyesült Államokban, azon belül Kentucky államban található. Megyeszékhelye és legnagyobb városa Frankfort. Lakosainak száma 51 541 fő (2020. április 1.). Franklin megye Owen, Scott, Woodford, Anderson, Shelby és Henry megyékkel határos.

## Népesség
A megye népességének változása:
| Lakosok száma | 49 254 | 49 301 | 49 496 | 49 648 | 50 375 | 51 541 |
|               | 2010   | 2011   | 2012   | 2013   | 2015   | 2020   |